# Daniel család (vargyasi)
A vargyasi nemes és báró Daniel család egy középkori, székely eredetű magyar nemesi és főnemesi család.

## Története
A székely eredetű ősök közül Balázs neve szerepel a történelem során először, aki 1396-ban Nikápolynál harcolt. Balázs fia, Péter, 1444-ben, a várnai csatában esett el. Majdnem két évszázaddal később, 1621-ben Mihály új királyi adományt kapott vargyasi birtokaira. A székelyek kapitánya volt Báthory Gábor fejedelemsége alatt, majd hasonló címet viselt Rákóczy Zsigmond uralkodása idején is. Bethlen Gábor alatt részt vett a morvaországi hadjáratban, 1622-ben pedig a fejedelem megerősítette háromszéki főkirálybírói tisztében. Fiaiban két ágra szakadt a Dániel család. Az ifjabbik ágból előbb 1737-ben István, majd 1751-ben Lőrinc is bárói címet kapott, míg az idősebbik ágból csak a másik ág kihalása után, 1912-ben Gábor Udvarhely vármegye főispánja kapott ugyancsak bárói címet.

## Jelentősebb családtagok
- Daniel Gábor (1824–1915) Udvarhely vármegye főispánja, kormánybiztos, Udvarhelyszék főkirálybírája, az unitárius egyház főgondnoka, a rostocki egyetem teológus doktora
- Daniel Gábor (1854–1919) politikus, szabadelvű országgyűlési képviselő, a képviselőház alelnöke, később a munkapárt alelnöke, titkos tanácsos
- Daniel István (1684–1774) Udvarhelyszék főkirálybírája, egyházi író
- Daniel Polixénia (1720–1775) író, műfordító
- Daniel István (?–1772) író

## Címere
Kempelen Béla címerleírása:
Czímer: kék paizsban zöld földön nyakán hátulról nyíllal átlőtt hattyu; sisakdisz: 2 kiterjesztett fekete sasszárny; takarók: kék-ezüst, vörös-ezüst.